# L'Héritage de tante Gertrude
Pour plus de détails, voir Fiche technique et Distribution.
L'Héritage de tante Gertrude (Tante Trude aus Buxtehude) est un film allemand réalisé par Franz Josef Gottlieb, sorti en 1971.

## Synopsis
Gerda apprend avec son amie Karin que sa tante Trude de Buxtehude a déposé dans le coffre d'une banque de Salzbourg un million de marks dont elle disposera lorsqu'elle aura 21 ans. Seulement le jour de son anniversaire, elle ne reçoit qu'une valise contenant une dizaine de robes. Mais elle a déjà vendu quelques-unes de ces robes quand elle apprend que l'une d'elles contient la clé du coffre.
Gerda, Karin et ses amis, les détectives simples d'esprit Rudi et Moritz, courent rechercher les vêtements vendus, sans savoir que Moritz a déjà retrouvé la clé et l'a sur lui. Ils aboutissent chez Toni, le gérant d'une boutique, qui a revendu certaines robes. Il faut donc retrouver ces acheteurs. Mais un escroc a vent de l'affaire et vole la clé.
À la banque se présentent d'abord cet escroc puis une fausse tante Trude et enfin Gerda qui peut prouver qu'elle est l'héritière. En sortant, elle se met en couple avec Toni.

## Fiche technique
Sauf indication contraire, les informations mentionnées dans cette section peuvent être confirmées par la base de données cinématographiques IMDb,  présente dans la section « Liens externes ».
- Titre français : L'Héritage de tante Gertrude[1]
- Titre original : Tante Trude aus Buxtehude (litt. « Tante Gertrude de Buxtehude »)
- Réalisation : Franz Josef Gottlieb, assisté d'Uli Strobel
- Scénario : Erich Tomek
- Musique : Gerhard Heinz (de)
- Direction artistique : Robert Fabiankovich (de), Hans Malyjurek, Eberhard Schröder
- Costumes : Ille Sievers
- Photographie : Heinz Hölscher
- Son : Peter Bell, Karl Friedrich Schmied
- Montage : Traude Krappl-Maass
- Production : Karl Spiehs
- Sociétés de production : Divina-Film, Lisa Film
- Société de distribution : Gloria Filmverleih AG
- Pays d'origine :  Allemagne de l'Ouest
- Langue : allemand
- Format : Couleurs - 1,37:1 - Mono - 35 mm
- Genre : Comédie
- Durée : 87 minutes
- Dates de sortie :
  - Allemagne de l'Ouest : 15 avril 1971
  - France : 25 février 1972[1]

## Distribution
- Elisabeth Krogh : Gerda
- Mascha Gonska : Karin
- Rudi Carrell : Rudi
- Ilja Richter (de) : Moritz
- Chris Roberts : Toni
- Theo Lingen : Pauli
- Alexander Grill (de) : Sepp
- Doris Kirchner : La conseillère commerciale
- Angelica Ott : Ricki
- Ann Smyrner : Loni Martell
- Raoul Retzer : Oskar
- Gunther Philipp : Dr. Leid
- Hans Terofal : Franz
- Rudolf Schündler : Le notaire
- Ralf Wolter : Le syndic
- Toni Sailer : Toni, le champion de ski
- Rainer Basedow : Bruno
- Herbert Fux : Harry
- Ulrich Beiger : Le directeur de la banque
- Jochen Busse (de) : Le propriétaire de la boutique
- Werner Abrolat (de) : M. Preissen
- Edgar Wenzel (de) : L'homme à la valise
- Karl Spiehs : Un policier
- Ramona : Une chanteuse
- Abraham Bueno de Mesquita (nl) : L'employé d'hôtel

## Source de traduction
- (de) Cet article est partiellement ou en totalité issu de l’article de Wikipédia en allemand intitulé « Tante Trude aus Buxtehude » (voir la liste des auteurs).